# Biserica de lemn din Enculești
Biserica de lemn din Enculești (cunoscută și ca Schitul Gurgui), aflată în satul cu același nume din orașul Ștefănești, județul Argeș este datată din anul 1697. Are hramul Sfinții Apostoli Petru și Pavel.